# Hubert Sterba
Hubert Sterba (* 14. Februar 1945 in Wien) ist Professor für forstliche Ertragslehre und war von 1985 bis 1989 Rektor an der Universität für Bodenkultur Wien.

## Leben und Wirken
Hubert Sterba studierte Forstwirtschaft an der Universität für Bodenkultur Wien und graduierte 1967 zum Dipl.-Ing. Ebenfalls an der Universität für Bodenkultur wurde er 1970 zum Dr. nat. techn. promoviert. Von 1968 bis 1973 war Sterba Assistent am Institut für Standortslehre der Universität für Bodenkultur Wien. 1973 erhielt er ein Forschungsstipendium am Institut für Ertragslehre in München bei Ernst Assmann und Franz. 1974 bis 1979 war er Assistent am Institut für Forstliche Ertragslehre bei Walter Bitterlich.
1974 habilitierte er sich in Forstlicher Biometrie, Holzmesskunde und Forstlicher Ertragslehre. 1979 wurde er als Ordentlicher Universitätsprofessor für Forstliche Ertragslehre an die Universität für Bodenkultur Wien berufen. In den Jahren 1980 bis 1984 war er Fachgruppenvorsitzender der Forst- und Holzwirtschaft an der Universität für Bodenkultur Wien, 1986–1989 wirkte er deren Rektor und von 1981 bis 1989 war er Konsulent der Österreichischen Forstinventur. Er arbeitete dann je ein Semester an der Intermountain Forest Research Station, Moscow, Idaho mit Robert A. Monserud und Albert Stage, und ein weiteres Semester an der Virginia Technical University mit Harold Burkhart.
1989–2009 war er Vizepräsident des Österreichischen Forstvereins, von 1996 bis 1997 Fachsenatsvorsitzender Forst- und Holzwirtschaft und von 1996 bis 2000 Vorsitzender der Doktoratsstudienkommission an der Universität für Bodenkultur Wien. Von 1997 bis 2001 war er Sprecher des Spezialforschungsbereiches Waldökosystemsanierung (F008; Fonds zur Förderung der Wissenschaftlichen Forschung) und von 2004 bis 2006 Leiter des Departments Wald- und Bodenwissenschaften der Universität für Bodenkultur Wien. Ebendort war er von 2009 bis zu seiner Emeritierung im Jahr 2013 Studiendekan.

## Auszeichnungen
- 2001: Großes Goldenes Ehrenzeichen für Verdienste um die Republik Österreich[1]

## Schriften
Ausgewählte Publikationen seit 2007:
- K. Motz, H. Sterba, A. Pommerening: Sampling measures of Diversity. In: FOREST ECOL MANAGE. 260(11), 2010, S. 1985–1996.
- S. Vospernik, R. A. Monserud, H. Sterba: Do individual-tree growth models correctly represent height:diameter ratios of Norway spruce and Scots pine? In: FOREST ECOL MANAGE. 260(10), 2010, S. 1735–1753.
- H. Sterba, O. Eckmüllner: Site Index and the Age of Maximum Height Increment. In: ALLG FORST JAGDZTG. 181(1-2), 2010, S. 14–21.
- P. Hietz, O. Eckmüllner, H. Sterba: Leaf area of beech (Fagus silvatica L.) from different stands in eastern Austria studied by randomized branch sampling. In: EUR J FOR RES. 129(3), 2010, S. 401–408.
- W. de Vries, S. Solberg, M. Dobbertin, H. Sterba, D. Laubhann, M. van Oijen, C. Evans, P. Gundersen, J. Kros, G. W. W. Wamelink, G. J. Reinds, M. A. Sutton: The impact of nitrogen deposition on carbon sequestration by European forests and heathlands. In: FOREST ECOL MANAGE. 258(8), 2009, S. 1814–1823.
- M. Del Rio, H. Sterba: Comparing volume growth in pure and mixed stands of Pinus sylvestris and Quercus pyrenaica. In: ANN FOR SCI. 66(5), 2009, S. 502.
- M. Huber, E. Halmschlager, H. Sterba: The impact of forest fertilization on growth of mature Norway spruce affected by Sirococcus shoot blight. In: FOREST ECOL MANAG. 257, 2009, S. 1489–1495. ISSN 0378-1127
- M. Huber, H. Sterba: Development of species composition in long term simulations with an individual-tree growth simulator. In: JOURNAL OF FOREST SCIENCE (JFS). 55, 2009, S. 194–200. ISSN 1212-4834
- D. Laubhann, H. Sterba, G. J. Reinds, W. De Vries: The impact of atmospheric deposition and climate on forest growth in European monitoring plots: An individual tree growth model. In: FOREST ECOL MANAGE. 258(8), 2009, S. 1751–1761.
- H. Sterba, O. Eckmüllner: Zur Abhängigkeit ertragskundlicher Standortsindikatoren. In: Jürgen Nagel (Hrsg.): Beiträge zur Jahrestagung 2009, Deutscher Verband Forstlicher Forschungsanstalten Sektion Ertragskunde. 2009, S. 114–119.
- S. Condes, H. Sterba: Comparing an individual tree growth model for Pinus halepensis Mill. in the Spanish region of Murcia with yield tables gained from the same area. In: EUR J FOR RES. 127(3), 2008, S. 253–261.
- W. De Vries, S. Solberg, M. Dobbertin, H. Sterba, D. Laubhann, G. J. Reinds, G.-J. Nabuurs, P. Gundersen, M. A. Sutton: Ecologically implausible carbon response? In: NATURE. 451(7180), 2008, S. E1–E3. ISSN 0028-0836
- E. Halmschlager, K. Katzensteiner, H. Anglberger, H. Sterba: The effect of vitality fertilization on the severity of Sirococcus shoot blight in mature Norway spruce. In: J PLANT PATHOL. 90, 2008, S. 282–282. ISSN 1125-4653
- M. Huber, H. Sterba: Conversion by non-intervention: Using an individual tree simulator to assess the potential natural forest type. Annual Meeting of Working Group ConForest 2008 „The Concept for European Forests“, 19.–21. Mai 2008, Olomouc. 2008.
- M. Huber, H. Sterba: Simulating Tree Growth Under Climate Change Using Altitudinal Shift as Proxy. International conference on adaptation of forests and forest management to changing climate with emphasis on forest health: A review of science, policies and practices, 25.–28. August 2008, Umea. 2008.
- H. Sterba: Diversity indices based on angle count sampling and their interrelationships when used in forest inventories. In: FORESTRY. 81, 2008, S. 587–597.
- H. Sterba, O. Eckmüllner: Invasion of Beech (Fagus silvatica L.) in conifer forests – five case studies in Austria. In: AUSTRIAN J FOR SCI. 125(1), 2008, S. 89–101.
- W. De Vries, W. Wamelink, G.J. Reinds, H.J.J. Wieggers, J. P. Mol-Dijkstra, J. Kros, G.J. Nabuurs, A. Pussinen, S. Solberg, M. Dobbertin, D. Laubhann, H. Sterba, M. van Oijen: Assessment of the relative importance of nitrogen deposition, climate change and forest management on the sequestration of carbon by forests in Europe. European Commission, 2007.
- O. Eckmüllner, P. Schedl, H. Sterba: Neue Schaftkurven für die Hauptbaumarten Österreichs und deren Ausformung in marktkonforme Sortimente. In: Centralblatt für das gesamte Forstwesen (AUSTRIAN J FOR SCI.). 124, 3/4, 2007, S. 215–236.
- O. Eckmüllner, P. Schedl, H. Sterba: Holz- und Biomassenaufkommensstudie für Österreich – Schaftkurven und Ausformung. Jahrestagung der Sektion Ertragskunde des Deutschen Verbandes Forstlicher Forschungsanstalten, 21.–23. Mai 2007, Alsfeld-Eudorf.
- E. Halmschlager, H. Anglberger, K. Katzensteiner, H. Sterba: The effect of fertilisation on the severity of Sirococcus shoot blight in a mature Norway spruce (Picea abies [L.] Karst.) stand. In: Acta Silvatica and Lignaria Hungarica. special edition, 2007, S. 101–110. ISSN 1786-691X
- M. Huber, H. Sterba: Düngungsversuch nach Sirococcus. In: Österreichische Forstzeitung. 01/08, 2007, S. 14–15. ISSN 1012-4667
- H. Sterba: Inventory Methods to Investigate the Necessity of, the Options for and the Success of Forest Conversion on a Larger Scale. In: Discussion Papers des EFI. 13, 2007, S. 11–16.
- M. Tome, H. Sterba, C. Deleuze-Brezins, J. Jankovic, S. Miscicki, H. Spiecker: Forest Inventory. In: Discussion Papers des EFI. 13, 2007, S. 19–20.
- S. Vospernik, M. Bokalo, F. Reimoser, H. Sterba: Evaluation of a vegetation simulator for roe deer habitat predictions. In: ECOL MODEL. 202 (3-4) 2007, S. 265–280.
- A. Zingg, H. Sterba, P. Schedl: Sensitivity of Diversity Indices to Management Effects in Forest Stands. In: Centralblatt für das gesamte Forstwesen (Austrian Journal of Forest Sciences). 124, 3/4, 2007, S. 157–174.